# Norbert Alter
 (août 2024).
Si vous disposez d'ouvrages ou d'articles de référence ou si vous connaissez des sites web de qualité traitant du thème abordé ici, merci de compléter l'article en donnant les références utiles à sa vérifiabilité et en les liant à la section « Notes et références ».
Pour les articles homonymes, voir Alter.
Norbert Alter est un sociologue et professeur des universités. Il est actuellement professeur affilié à l'Institut d'études politiques de Paris.

## Parcours professionnel
Norbert Alter a travaillé à France Telecom  avant d'entrer à l'université. D'abord au CNAM, puis à Paris Dauphine (où il a dirigé le CERSO, Centre d'Etudes et de Recherches en Sociologie des organisations) et à l'IEP de Paris. 

## Thèmes de recherche
Ses travaux s'intéressent à la dynamique des organisations, à leurs acteurs et aux trajectoires de vie atypiques.
Il définit l'innovation comme la capacité collective à donner sens et efficacité à une nouveauté. Il la distingue de l'invention, qui ne représente que la capacité à créer une nouveauté. L'innovationr résulte selon lui d'un processus non linéaire au cours duquel l'invention initiale ne trouve que progressivement sens et efficacité. Trois étapes se succèdent : idée initiale, appropriation, institutionnalisation. Les innovateurs y occupent une place centrale : ils transgressent puis inversent les normes sociales. Sous cette forme, l'innovation renvoie à un phénomène « ordinaire » (banal et collectif)  émergeant des pratiques sociales. Cette perspective représente un modèle d'analyse adapté aux innovations sociétales, culturelles ou politiques.
À propos de la coopération il mobilise centralement la théorie du don et les travaux de Marcel Mauss. Il observe que la compétence collective repose sur le principe de « réciprocité élargie » : A donne à B qui donne à M qui donne à A. Dans ces échanges circulent toutes les dimensions de la vie organisationnelle: cognitives, politiques, symboliques et affectives. Les individus au travail coopèrent pour être efficaces, pour créer des liens sociaux et pour « faire société ». Ces travaux éclairent un paradoxe : le management s'évertue à mobiliser les salariés alors qu'il s'agit de tirer parti de leur volonté de donner, de s'engager.
Ultérieurement, dans un style littéraire et humoristique, l'auteur résume ces travaux de recherche. Il décrit l'origine et les dégâts des aberrations du management, qui consistent à remplacer les solutions par des problèmes.
Norbert Alter analyse par ailleurs ce qui permet d'échapper aux déterminismes sociaux. La trajectoire de patrons atypiques (par leur origine ethnique, leur genre, leur orientation sexuelle, leur autodidaxie ou leur handicap) indiquent qu'ils disposent de ressources spécifiques: l'indiscipline sociale, le soutien de "fées", qui, pour des raisons affectives ou morales les ont soutenus. Leur capacité à articuler vigilance et détachement par rapport aux normes sociales, à objectiver le monde, renvoie à la "figure de l'étranger" (Simmel) . La différence, plus que l'appartenance à une classe, définit ainsi les contraintes et libertés de ces individus.
Reprenant ce cadre d'analyse pour élaborer son autobiographie, Norbert Alter récuse l'étiquette de "transfuge de classe". Il souligne que le désir de socialisation, autant que les lois de la domination, construisent les trajectoires de vie.

## Publications
Années 1980
- La bureautique dans l'entreprise. Les acteurs de l'innovation. Paris, Éditions ouvrières, 1985 (réédité en 2006 chez L'Harmattan).
- Informatiques et management : la crise, (Direction). Paris, La Documentation Française, 1986.

Années 1990
- La gestion du désordre dans l'entreprise. Paris, L'Harmattan, 1991.
- Le manager et le sociologue. Correspondance à propos de l'évolution de France Télécom de 1978 à 1992, avec Claude Giraud (en coll. avec C. Dubonnet), Paris, L'Harmattan, 1994.
- Sociologie de l'entreprise et de l'innovation, Paris, Presses Universitaires de France, 1996.
- Édition augmentée de La gestion du désordre en entreprise Paris, L'Harmattan, 1999.

Années 2000
- Norbert Alter, L'innovation ordinaire, Paris, Presses Universitaires de France, coll. « Quadrige », 2000, 310 p. (ISBN 978-2130583530). (Prix du livre Ressources Humaines 2001, décerné par Le Monde, Sciences Po, Syntec).
- Les logiques de l'innovation (direction), Paris, La Découverte, 2002.
- Sociologie du monde du travail, Paris, Presses Universitaires de France, 2006.
- Donner et prendre. La coopération en entreprise, Paris, La Découverte, 2009. (« Stylo d'or » 2009, décerné par L'Express, Le Figaro et l'ANDRH[8] et Prix du livre Ressources Humaines 2010, décerné par Le Monde, Sciences Po, Syntec)[9].

Années 2010
- La force de la différence. Itinéraires de patrons atypiques. Paris, Presses Universitaires de France, 2012. (Prix du livre 2013 décerné par l'AFCI-Association française de communication interne)[10].
- Norbert Alter, L'innovation ordinaire. 6e édition, Paris, Presses Universitaires de France, coll. « Quadrige », 2013, 388 p. (ISBN 978-2-13-061952-9).
- Norbert Alter (direction), Sociologie du monde du travail. 3e édition, Paris, Presses Universitaires de France, coll. « Quadrige », 2018, 362 p. (ISBN 978-2-13-080096-5)

Années 2020
- Sans classe ni place. L'improbable histoire d'un garçon qui venait de nulle part., Paris, Presses Universitaires de France, 2022, 298 p. (ISBN 978-2-13-083037-5, EAN 9782130830375).
- Norbert Alter, Pour en finir avec le machin : Les désarrois d'un consultant en management, EMS, coll. « Management et Sociétés », 2024, 220 p. (EAN 9782376879640)